# Renault Captur
Renault Captur je model městského crossoveru francouzské značky Renault představený na autosalonu v Ženevě roku 2013. Konstrukčně i vzhledově vychází z menšího modelu Renault Clio IV. generace. Je 4,12 m dlouhý a vyrábí se ve španělském Valladolidu. Název Captur pochází ze stejnojmenné studie z roku 2011, taktéž představené v Ženevě roku 2011, po stránce vzhledové má však s konceptem stejnou pouze příď. O design se postaral tým Laurense van der Ackera. V Jižní Koreji je vyráběn automobil Renault Samsung QM3, což je přeznačkovaný Renault Captur.

## Motory

### Zážehové
- 0,9 TCe 66kW
- 1,2 TCe 88kW

### Vznětové
- 1,5 dCi 66kW